# UTVA 56/60
Утва 56/60 легкий многоцелевой четырёхместный самолёт с поршневым двигателем, разработанный югославской фирмой УТВА, и производившийся на авиационном заводе в Панчево (Сербия). Утва-56 был моделью-прототипом, а улучшенный вариант самолёта, который пошёл в производство, назвали Утва-60. Это полностью металлический самолёт (впервые для УТВА), с высокими крыльями, стойками фиксированных шасси. Кроме пилота можно было везти трёх пассажиров. Разработан инженерами: Бранислав Николич (серб. Бранислав Николић), Драгослав Петкович (серб. Драгослав Петковић), Йован Чубрило (серб. Јован Чубрило) и Никола Димитриевич (серб. Никола Димитријевић). Проектные работы были начаты в 1956 году и завершены в 1959 году, первый испытательный полёт был проведён на заводе пилотом-испытателем Лазаром Вукобратовичем 22 апреля 1959 года.

## Описание
Самолёт был разработан для обучения пилотов, туризма, спорта, в качестве скорой помощи (был способен перевозить двух пациентов/раненых на носилках с доктором), для аэрофотосъёмки, для коммерческих целей, мог (с модификацией) использоваться как гидросамолёт. Часто использовался в сельскохозяйственной авиации — в сельскохозяйственном варианте вместо задних сидений в салоне был бак объёмом 500 литров, заполнение которого осуществлялось через задний навес. Самолет был оснащен форсункой для распыления химических веществ, которые были прикреплены к концам крыльев. Для распределения плоскости удобрений было специальное устройство «гранулятор», который был смонтирован под фюзеляжем.
Поскольку самолёт имел высокие крылья (крыло было выше крыше кабины), то с обеих сторон крылья поддерживались тонкими стойками. Кабина оснащена двойным управлением полёта. Все двигатели шестицилиндровые оппозитные, с воздушным охлаждением. На шасси могли быть установлены лыжи, колеса и поплавки. Выпущено в общей сложности 37 экземпляров самолётов, которые были в эксплуатации в течение многих лет.

## Варианты самолётов Утва 56/60
- Утва 56 — с двигателем Lycoming GO-435 мощностью 260 л. с.
- Утва 60 (V-50) — с двигателем Lycoming GO-480 мощностью 270 л. с.
- Утва 60 АТ1 — базовый вариант самолёта общего назначения
- Утва 60 АТ2 — спортивная версия с двойным управлением, в качестве подготовки пилотов АТ1+
- Утва 60 AG — самолёт для сельскохозяйственной авиации
- Утва 60 AM — санитарный вариант для перевозки больных и раненых
- Утва 60 AF — версия самолёта для воздушной съемки
- Утва 60H EDO — гидросамолёт с поплавками EDO и двигателем Lycoming GO-480 мощностью 270 л. с.
- Утва 60H BIN / P — гидросамолёт с поплавками и двигателем БИН Lycoming GO-480 мощностью 295 л. с.
- Утва 60H BIN / CBC (V-50) — серийный гидросамолёт с поплавками и двигателем БИН Lycoming GO-480 мощностью 295 л.с

## Технические характеристики
Технические характеристики
- Экипаж: 1
- Пассажировместимость: 3
- Длина: 8,2 м
- Размах крыла: 11,4 м
- Высота: 2,67 м
- Площадь крыла: 18,08 м²
- Масса пустого: 1,030 кг
- Нормальная взлётная масса: 1,540 кг

Лётные характеристики
- Максимальная скорость: 200 км / ч
- Боевой радиус: 340 км
- Практическая дальность: 686 км
- Практический потолок: 4400 м
- Скороподъёмность: 258 м / мин